# شهرستان ایساتای
شهرستان ایساتای (به قزاقی: Исатай ауданы، يساتاي اۋدانى) یک منطقهٔ مسکونی در قزاقستان است که در استان آتیراو واقع شده‌است. شهرستان ایساتای ۱۴٬۷۰۰ کیلومتر مربع مساحت و ۲۵٬۸۹۵ نفر جمعیت دارد.